# Přípletka černá
Přípletka černá je houbová choroba rostlin způsobená houbou plsťovka černá (Herpotrichia nigra synonymum Herpotrichia juniperi). Některé zdroje ji považují chorobu za identickou i s napadením jinou houbou Neopeckia coulteri (Peck) Sacc. in Peck (=Herpotrichia coulteri (Peck) Bose). Obě napadají především jehličnany. Některé zdroje uvádějí rozšíření plsťovky černé Herpotrichia nigra především u různých druhů borovic.  Další zdroje uvádějí že houba Herpotrichia coulteri napadá borovice a houba plsťovka černá Herpotrichia nigra napadá ostatní jehličnany, s výjimkou borovice. Obě tyto houby v 21. století nepatří mezi nebezpečné patogeny borovic v ČR. Vyskytují se především v horských lesích a porostech kleče, kde dlouho leží sníh.

## EPPO kód
EPPO kód HERPJU pro plsťovka černá (Herpotrichia nigra)
EPPO kód HERPCO pro Herpotrichia coulteri

## Synonyma patogena

### Vědecké názvy

#### Vědecká synonyma proHerpotrichia nigra
- Herpotrichia juniperi(Duby) Petr.
- Herpotrichia nigra Hartig
- Herpotrichia pinetorum (Fuckel) G. Winter
- Laestadia juniperi (Duby) Sacc.
- Lasiosphaeria scabra (Curr.) Auersw.
- Sphaeria juniperi Duby
- Sphaeria pinetorum Fuckel
- Sphaeria scabra Curr.

#### Vědecká synonyma proHerpotrichia coulteri
- Amphisphaeria acicola (Cke.) Sacc.
- Lasiosphaeria acicola Cke.
- Lasiosphaeria coulteri (Pk.) Ell. & Ev.
- Neopeckia coulteri (Pk.) Sacc.

### České názvy
- plsťovka černá

## Zeměpisné rozšíření
Evropa, Severní Amerika.
Tyto dvě houby se obvykle vyskytují pouze v horských nadmořských výškách, ve vlhkých oblastech, kde padá dost sněhu, aby byly naplněny specifické požadavky pro jejich biologii. 

### Výskyt v Česku
V roce 2005 byla kvůli dlouhotrvající zimě a dlouho vytrvávající sněhové pokrývce v horských oblastech registrována zvýšená četnost přípletky černé (Herpotrichia juniperi).

## Hostitel
- borovice kleč Pinus mugo
- borovice limba Pinus cembra
- smrk ztepilý (Picea abies)
- douglaska (Pseudotsuga)
- jalovec (Juniperus)

## Symptomy
- černé mycelium houby pokrývá jehlice a celé výhony
- větve jsou jakoby slepené
- černé  plodničky (perithecia) jsou na povrchu jehlic
- postižené části dřevin odumírají

## Mikroskopická morfologie

### Herpotrichia juniperi
Pseudothecia tmavě hnědé, kulovité, částečně skryté v plsti podobném subiculum z tmavě hnědých hyf, 200-450 µm v průměru, s apikální póry, stěna polygonálních buněk 20-40 µm silná, pokrytá hnědými hyfy. 

### Herpotrichia coulteri
Pseudothecia tmavě hnědé, kulovité, jednotlivě nebo v malých skupinách se tvoří na subiculum z špinavě hnědých hyf, 250-500 µm v průměru, s výrazně papilárními póry, stěna ze silnostěnného pseudoparenchymu, pokrytá hnědými hyfy. 

## Význam
Oba patogeny lze najít na stejné jedné dřevině. Tato choroba může zničit sazenice a zničit i značné množství olistění na malých stromech, ale má malý vliv na větší dřeviny, pokud je více než 50% z jejich koruny nad sněhovou pokrývkou. Podle některých zdrojů v ČR může při silné nákaze může dojít k odumírání hostitele.

## Biologie
Pod vrstvou sněhu, houba obklopuje větvě šedým myceliem. Po tání sněhu houba přestane růst a změní barvu na tmavě hnědou. Během léta je mycelium neaktivní. Druhou zimu se vyvinou na pod sněhem plodnice (perithecia).

## Ochrana rostlin
Po tání sněhu lze použít postřik přípravky na bázi mankozebu (Podle poznámky Brown felt blight By United States. Forest Service. Pacific Northwest Region). Podle jiných zdrojů jsou fungicidy na chorobu neúčinné.